# زواج المثليين في جزر كايمان
لا تعترف جزر كايمان وهي إحدى أقاليم ما وراء البحار البريطانية قانونيا بالعلاقات المثلية. يحظر دستور الجزيرة زواج المثليين ويحدد الزواج بين رجل وامرأة. وقد نجحت دعوى قضائية في المحكمة العليا في الطعن في هذا الحظر في مارس 2019، ومع ذلك، استأنفت الحكومة القرار أمام محكمة الاستئناف، وتم تعليق الحكم.

## تاريخ
في عام 2006، بدأت مجموعة الناشطين في «كايمان من أجل الاستفتاء» الاحتجاج ضد حقوق المثليين وزواج المثليين، بعد أن قضت المحكمة العليا الهولندية بأنه يجب على أروبا أن تعترف بحاللات زواج المثليين المسجلة في هولندا. انتقد «الشعب من أجل الاستفتاء» الحكم، مدعيا أن وزارة الخارجية وشؤون الكومنولث يمكن أن تفرض الاعتراف القانوني بزواج المثليين في جزر كايمان.

القوانين المتعلقة بالمثلية الجنسية في أمريكا الوسطى وجزر الكاريبي.
زواج المثليين
توفر شكل آخر من أشكال الاعتراف القانوني
شراكة غير مسجلة
الاعتراف بزواج المثليين المنعقد في الخارج
لا اعتراف قانوني بالعلاقات المثلية
حظر دستوري على زواج المثليين، عبر تقييد تعريف الزواج في الدستور إلى اتحاد بين رجل وامرأءة فقط
المثلية الجنسية غير قانونية، لكن القانون لايتم تطبيقه
المثلية الجنسية غير قانونية للرجال فقط
المثلية الجنسية غير قانونية للرجال والنساء

يشير الدستور الجديد، الذي تمت الموافقة عليه في يونيو 2009، إلى أن الحكومة «تحترم» حق كل رجل وامرأة غير متزوجين في سن الزواج على النحو المحدد في القانون، بحرية الزواج من شخص من الجنس الآخر وتأسيس أسرة. ومع ذلك، لا يحدد الدستور مصطلح «الزواج» بشكل صريح ولا يحظر صراحة زواج المثليين.
في أغسطس 2015، في ضوء قضية أولياري وآخرون ضد إيطاليا، وهي قضية قضت فيها المحكمة الأوروبية لحقوق الإنسان بأن عدم تقديم أي اعتراف قانوني بالعلاقات المثلية قانوني، قامت الجمعية التشريعية بالإجماع (باستثناء أربعة ممتنعين عن التصويت) على تأكيد حظر زواج المثليين. لدى المحكمة الأوروبية لحقوق الإنسان الفقه القانوني على جزر كايمان.
في عام 2015، أشار رئيس وزراء جزر كايمان، ألدن ماكلولين، إلى أن حكومته تدرس قوانين ولوائح الهجرة لإيجاد طريقة للسماح للأزواج المثليين المتزوجين قانوناً في ولايات قضائية أخرى بالحق في أن يُعترف بأزواجهم كمعالين.
في يوليو 2016، قضت محكمة استئناف الهجرة في الجزيرة لصالح رجل مثلي الجنس يرغب في إضافته إلى تصريح عمل زوجه كمعال. تم تقديم طلب الرجلين قبل 14 شهرًا من صدور الحكم ورفضته السلطات؛ بعد ذلك رفعوا دعوى. كان لقرار المحكمة الأوروبية لحقوق الإنسان الصادر في يوليو/تموز 2016 آثار مهمة على الدعوى. وجدت المحكمة الأوروبية لحقوق الإنسان أن رفض منح تصريح إقامة لزوجين مثليين في إيطاليا لأسباب عائلية كان تمييزًا غير مبرر. على الرغم من هذا الحكم، رفضت سلطات الهجرة في وقت لاحق منح حقوق التبعية لاثنين من الأزواج المثليين من جزر كايمان. أُجبر الزوجان على مغادرة جزر كايمان، على الرغم من أن أحدهما مواطن لجزر كايمان. في ديسمبر 2017، أثارت مجموعة «كولورز كايمان»، وهي منظمة للدفاع عن حقوق المثليين، هذه المخاوف مع الاتحاد الأوروبي على أمل أن يعالج هذا التفاوت.
في 6 أكتوبر 2016، صوتت الجمعية التشريعية لجزر كايمان ضد اقتراح بعقد استفتاء حول ما إذا كان يجب على الإقليم تشريع زواج المثليين. تم رفض الاقتراح 8 أصوات لصالحه مقابل 9 ضده (8-9). تم تقديمه بواسطة النائب أنتوني إيدن بعد أن قضت محكمة استئناف الهجرة بالسماح للشريك المثلي الجنس لحامل تصاريح العمل بالبقاء في جزر كايمان كمعال على تصريح شريكه. أعرب رئيس الوزراء ألدن ماكلولين عن معارضته لاقتراح الاستفتاء. في الأسابيع التي سبقت انتخابات 2017، دعا الخبير القانوني الدكتور ليو رازنوفيتش الأزواج المثليين في الجزيرة للطعن في الحظر الضمني على زواج المثليين في قانون جزر كايمان، بحجة عدم وجود حظر صريح في الدستور والتشريع المحلي على زواج المثليين جنسيا في الفصلين 24 و 25 من الدستور. بعد وقت قصير من توليه المنصب، أعلن المحافظ أنور شودري دعمه للاتحادات المدنية.

### الدعوى القضائية
في أبريل 2018، كشفت الزوجتان المثليتان تحملان جنسيتي جزر كايمان وبريطانيا، شانتال داي وفيكي بودن، عن عزمهما رفع دعوى قضائية تتحدى حظر زواج المثليين في جزر كايمان، بعد رفض طلب الزواج من قبل السجل المدني في الجزيرة. رفعت الزوجتان الدعوى رسمياً أمام المحكمة الكبرى في 20 يونيو 2018، بحجة أن قسم قانون الزواج في جزر كايمان، والذي يعرف الزواج بين «رجل واحد وامرأة واحدة»، يتعارض مع الحقوق المختلفة المكفولة بموجب الدستور.
استمعت المحكمة إلى الحجج الشفوية في القضية، وعلى وجه التحديد رئيس القضاة أنتوني سميلي، في فبراير 2019. خلال الحجج، أقر المحامون الذين يمثلون الحكومة أن هناك قضية مقنعة، بموجب الدستور، للأزواج المثليين مع الحق في الشراكة المدنية أو مخطط الشراكة المنزلية، على الرغم من أنهم قالوا إن إنشاء مثل هذا المخطط يجب أن يترك للمشرعين. كانت القضية ناجحة، حيث تمت تشريع زواج المثليين في 29 مارس 2019. رأى القاضي سميلي أن منع الأزواج المثليين من حق الزواج، ومن مجموعة الحقوق التي تأتي معه كانت انتهاكًا واضحًا للحريات المضمونة في دستور جزر كايمان، بما في ذلك الحق في الحياة الخاصة والعائلية. استخدم صلاحياته القضائية لإعادة كتابة قانون الزواج بالجزيرة، وأمر بتغيير البند الذي يحدد الزواج للأزواج المغايرين، لينص، "الزواج" يعني الاتحاد بين شخصين كزوجين للآخر".
دخل القرار حيز التنفيذ على الفور ولم يشترط التصديق عليه من قبل الجمعية التشريعية أو الحاكم. في 3 أبريل 2019، أعلن رئيس الوزراء ألدن ماكلولين أن الحكومة ستستأنف القرار.
قوبل القرار بالفزع من قبل الجمعية التشريعية، التي أقرت بالإجماع اقتراحًا يعبّر عن عدم موافقته على الحكم ويشيدون بقرار الحكومة الاستئناف. اعترض أعضاء الجمعية صراحة على الحكم، حيث انتقد النأئب أنطوني إيدن "ما هو الفرق بين جزر كايمان وسدوم وعمورة؟" دعت جوليانا أوكونور-كونولي العامة للاعتراض على محاولة الملتمسين في القضية تسجيل الزواج أو "حضور الزواج... [و] التأكد على أنك تعارضه شخصيا. في 10 أبريل، وافقت محكمة الاستئناف على طلب الحكومة بوقف الحكم. سيتم سماع الطعن في أغسطس 2019.